# SN 1981K
SN 1981K – supernowa typu II* odkryta 3 listopada 1981 roku w galaktyce NGC 4258. W momencie odkrycia miała maksymalną jasność 17,00m.